# 来たれ、汝甘き死の時よ
『来たれ、汝甘き死の時よ』（きたれ、なんじあまきしのときよ、Komm, du süße Todesstunde）BWV161は、ヨハン・ゼバスティアン・バッハが1716年9月27日の三位一体節後第16日曜日の礼拝のために作曲したと推測される教会カンタータ。全6曲からなり、ヴァイマル時代を代表するカンタータ、または当時のルーテル教会の死生観を反映した典型的なカンタータとして人気がある。

## 概要
かつては1715年の作品であるといわれていた。しかしこの年の8月1日にヨハン・エルンスト公子が薨去し、服喪期間の3ヶ月間にわたってカンタータ演奏が自粛されていることが判明し、翌年の作品である可能性が高まっている。当時バッハは毎月1曲のペースでカンタータを作曲していたが、1716年度は1月の155番から9月の161番まで新作を残していない。161番と翌月の162番は、1715年度のカンタータと同様に室内楽編成を取り、器楽ソロのコラールをともなう。
161番を演奏する三位一体節後第16日曜日の礼拝では、ルカ福音書第7章11-17節の「ナインの若者の甦り」が説教主題となる。福音書には、若者の亡骸がイエスによって生き返った奇蹟を記述してある。ルーテル教会では、これを「魂の永遠」と解釈し、有限の肉体からの脱出と、魂の永遠を渇望する。当日のカンタータは4曲伝承されているが、いずれも世や肉体に縛られる人生への諦観を歌いつつ、死後の安寧を望むテキストとなっている。この161番のテキストは、臨終の床に就いた「われ」が眠るまでの一人語りの体裁をとっている。
現在伝わる最古の資料は、1735年頃の再演のために書き直された筆写譜である。これは息子や弟子達のような信頼の置けるコピストの手によるものではない。初演時の姿を再現するために、1735年稿とはまったく関係ないバッハの死後に作成されたパート譜を批判資料として再構築する。初演稿と再演稿の最大の違いは、第1曲のアリアに添えられたコラールの旋律である。初演稿ではオルガンによって旋律が演奏されるが、再演稿ではソプラノの歌唱に変わっている。ヴァイマル時代の器楽コラールをライプツィヒ時代に声楽へ切り替えるのは、バッハの改訂作業ではよく見られる。80a番と80番のケースが典型例である。
なお、第1曲でオルガンによって暗示され、終曲として4声合唱に編曲されているのは、クリストフ・クノル作詞のコラール「われ心より焦がれ望む(Herzlich tut mich verlangen)」である。オルガンコラールBWV727の原曲としてもよく知られているコラールだが、一般的には「マタイ受難曲のコラール」として流布されている。しかし、「マタイ」に頻繁に引用されているのはパウル・ゲルハルト作詞の「おお血と傷にまみれし御頭」であって、別のコラールである。双方ともハンス・レオ・ハスラーの恋歌「わが心は千々に乱れ」の旋律に当てはめたため、旋律を共用しているに過ぎない。

## 構成曲

### 第1曲 アリア「来たれ、汝甘き死の時よ」（Komm, du süße Todesstunde）
アルト・リコーダー2・オルガン・通奏低音、ハ長調、4/4拍子
イントロのリコーダー旋律は、「ため息のモティーフ」と呼びならわされるスラーつきの係留音型。リコーダーは終始鳴り続け、死を待ち焦がれるゆったりしたアルトのアリアが挿入される。そこにオルガンがコラールをさらに挿入する。

### 第2曲 レチタティーヴォ「世よ、汝の喜びはわが重荷なり」（Welt, deine Lust ist Last）
テノール・通奏低音
厳しい口調で世を否定する前半部と、イエスの元へ逝く安心感を吐露する後半とでは大きく曲調が変化する。前半のシラブルは短く、テノールは激しく世の喜びを否定してゆく。栄光と歓喜の日の出こそ死の瞬間であると悟った時、テノールの語りは穏やかに変わる。そして世への決別を宣告するとき、伴奏も動きを見せてアリオーソに転じる。

### 第3曲 アリア「わが望み、其は」（Mein Verlangen ist den Heiland zu umfangen）
テノール・弦楽器・通奏低音、イ短調、3/4拍子
全弦楽器の流麗な前奏に続き、キリストともに存在する望み、つまり死の希求をテノールが歌い始める。冒頭の「わが願い」（Mein Verlangen）は執拗に反復され、熱望の強さを暗示する。このパートはダカーポで再現される。中間部では消滅する肉体と、天上で輝く魂の対比が旋律にも反映される。腐り果てる肉体は下降する低音で葬られ、天上に輝く魂は、テノールの音域限界に近い高音で華やかなメリスマをまとって描かれている。

### 第4曲 レチタティーヴォ「すでにすべて終わりぬ」（Der Schluß ist schon gemacht）
アルト・リコーダー2・弦楽器・通奏低音
リコーダーが和音を提示し、アコンパニヤートの語りが始まる。穏やかに死を待つアルトの語りは、末尾に器楽伴奏をともなっている。語りが進行するにつれ、器楽の動きは活発になり、死後の自らを夢見るアルトも曲調を激しくしていく。最後の行においてアルトは弔鐘を所望する。するとリコーダーはスタッカート、弦楽器はピツィカートで答え、弔鐘を模倣する。8番・95番・198番など、のちのカンタータでも頻繁に使われる表現技法の嚆矢である。

### 第5曲 合唱「わが神の望みとあらば」（Wenn es meines Gottes Wille）
合唱・リコーダー・弦楽器・通奏低音　ハ長調、3/8拍子
弦楽器の穏やかな旋律とリコーダーの軽快な旋律の2本をまとい、合唱が辞世の言葉を述べる。合唱のハーモニーは簡潔にまとめられ、主旋律は弦楽器のものを継承している。辞世の言葉「イエスよ来たれ、早く救いたまえ」（Jesu, komm und  nimm mich fort!）が最高音に当てはめられ、器楽伴奏で静かに合唱を終える。

### 第6曲 コラール「たとい肉体がこの世にて」（Der Leib zwar in der Erden）
合唱・リコーダー2・弦楽器・通奏低音、イ短調、4/4拍子
コラールの第4節をもって、第5曲までを総括する。リコーダーは独立した動きを見せ、信仰によって得られる魂の輝きを象徴する。